# NASCAR Sprint Cup Series 2008

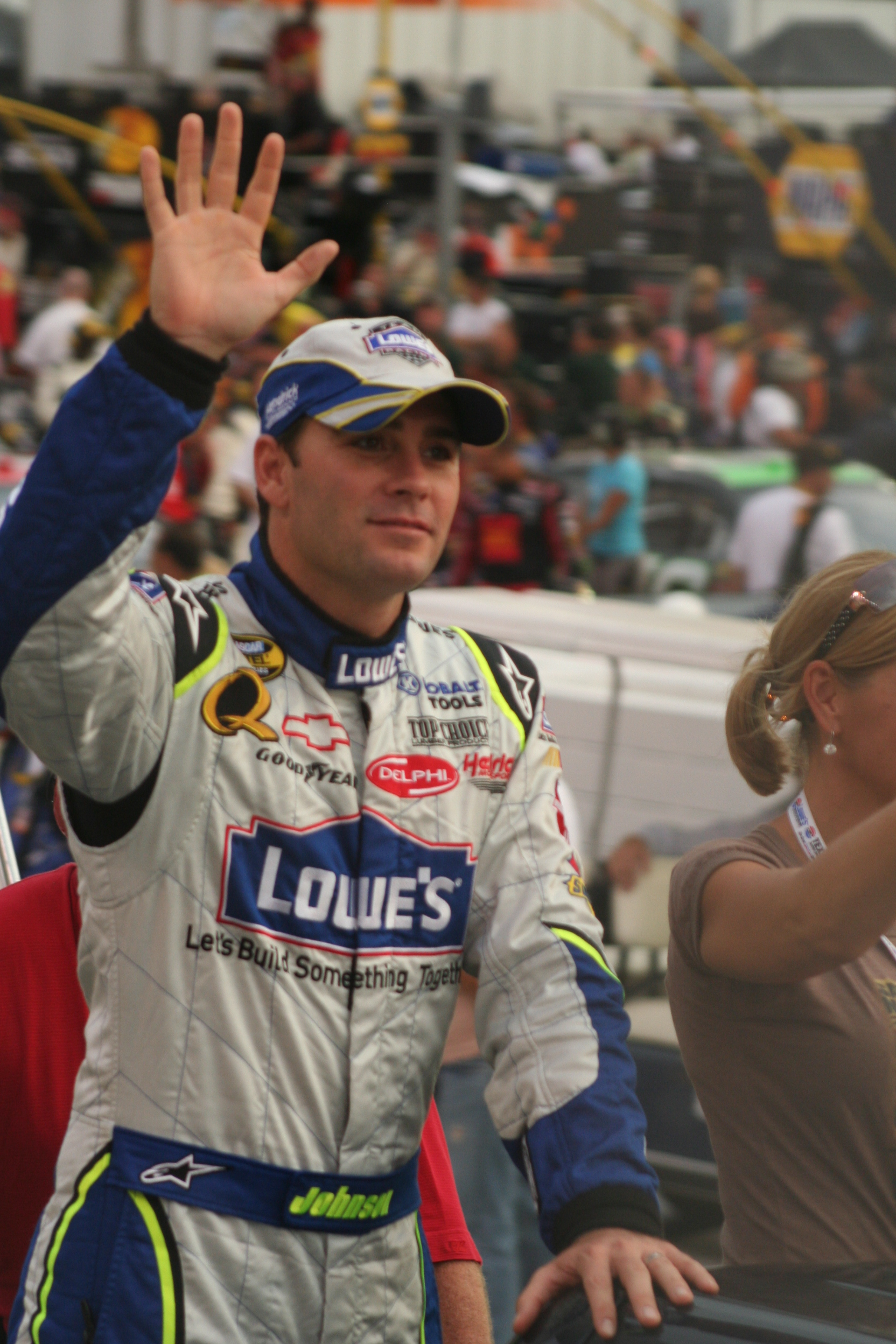
Jimmie Johnson, il campione 2008 della Sprint Cup Series. Questo è stato il terzo dei suoi cinque titoli consecutivi.

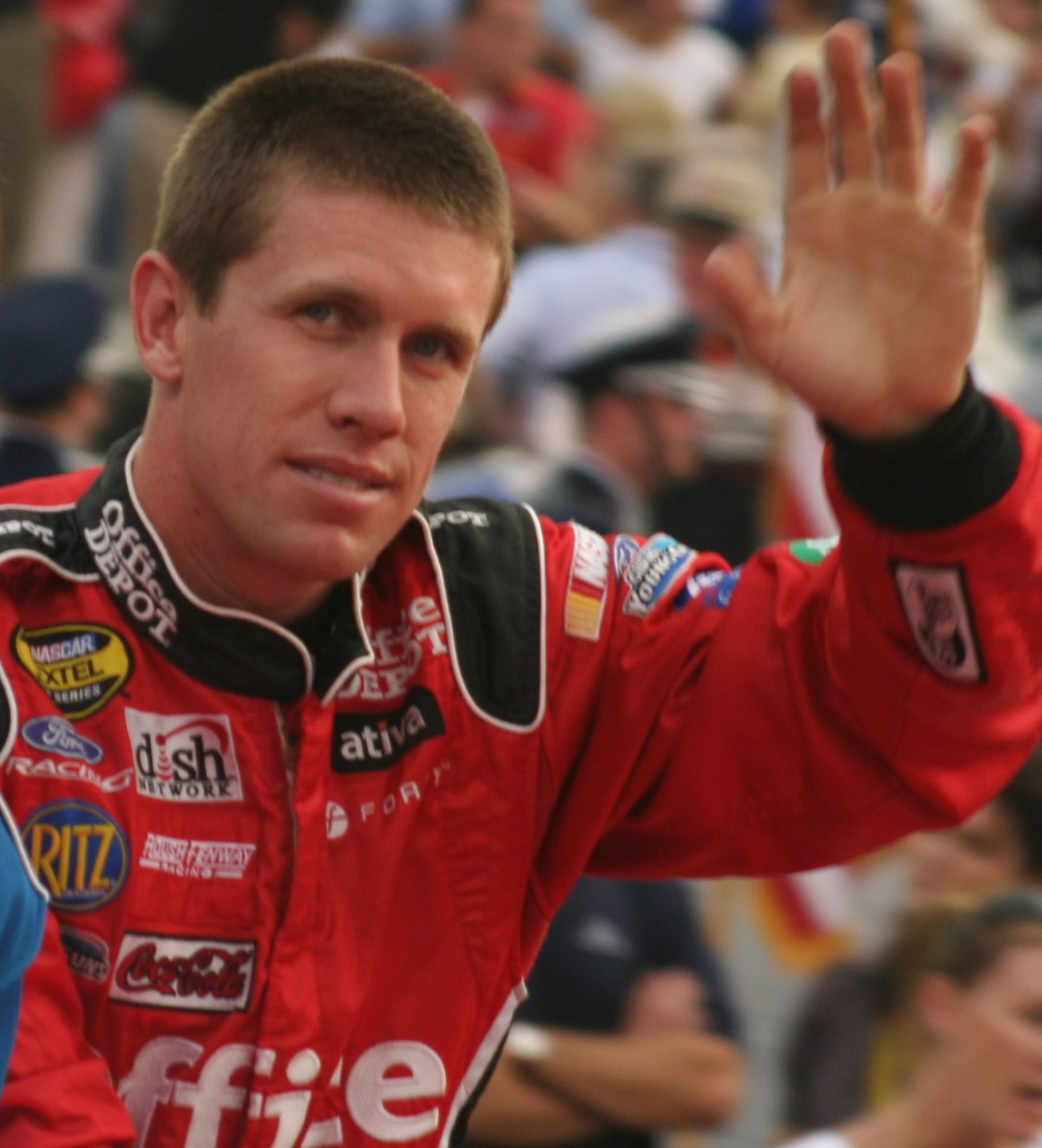
Carl Edwards è arrivato secondo dietro a Johnson di 69 punti.

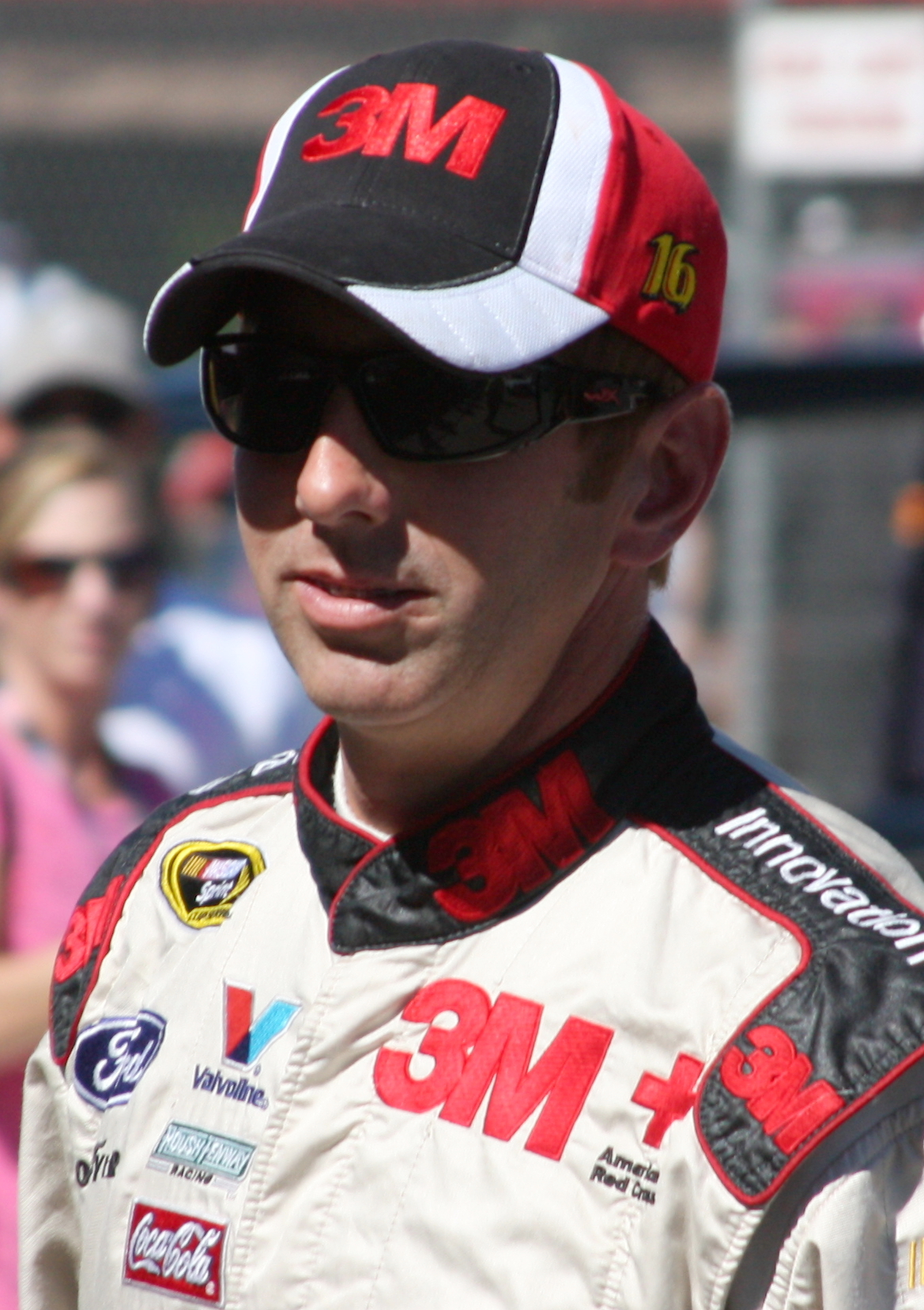
Greg Biffle è arrivato terzo in campionato.

La NASCAR Nextel Cup Series 2008 è stata la 60ª edizione del campionato professionale di stock car. Il campionato è cominciato il 17 febbraio con lo Daytona 500 per concludersi il 16 novembre con la Ford 400. Il campione in carica era Jimmie Johnson.

## Campionato
Il campionato è stato vinto da Jimmie Johnson.

## Team e Piloti

### Programma completo
Elenco dei team NASCAR Sprint Cup Series nel 2008 (43 team a tempo pieno).
| Auto      | Team                                   | No.  | Pilota                    | Capo squadra                                   |
| --------- | -------------------------------------- | ---- | ------------------------- | ---------------------------------------------- |
| Chevrolet | Dale Earnhardt, Inc.                   | 01   | Regan Smith (R) 34        | Dan Stillman                                   |
| Chevrolet | Dale Earnhardt, Inc.                   | 01   | Ron Fellows 2             | Dan Stillman                                   |
| Chevrolet | Dale Earnhardt, Inc.                   | 1    | Martin Truex Jr.          | Kevin Manion                                   |
| Chevrolet | Dale Earnhardt, Inc.                   | 8    | Mark Martin 24            | Tony Gibson                                    |
| Chevrolet | Dale Earnhardt, Inc.                   | 8    | Aric Almirola 12          | Tony Gibson                                    |
| Chevrolet | Dale Earnhardt, Inc.                   | 15   | Paul Menard               | Doug Randolph                                  |
| Chevrolet | Haas CNC Racing                        | 66   | Scott Riggs 35            | Bootie Barker                                  |
| Chevrolet | Haas CNC Racing                        | 66   | Max Papis 1               | Bootie Barker                                  |
| Chevrolet | Haas CNC Racing                        | 70   | Jeremy Mayfield 7         | Dave Skog 12 Steve Genenbacher 8               |
| Chevrolet | Haas CNC Racing                        | 70   | Johnny Sauter 9           | Dave Skog 12 Steve Genenbacher 8               |
| Chevrolet | Haas CNC Racing                        | 70   | Ken Schrader 1            | Dave Skog 12 Steve Genenbacher 8               |
| Chevrolet | Haas CNC Racing                        | 70   | Jason Leffler 5           | Dave Skog 12 Steve Genenbacher 8               |
| Chevrolet | Haas CNC Racing                        | 70   | Scott Riggs 1             | Dave Skog 12 Steve Genenbacher 8               |
| Chevrolet | Haas CNC Racing                        | 70   | Tony Raines 12            | Dave Skog 12 Steve Genenbacher 8               |
| Chevrolet | Haas CNC Racing                        | 70   | Max Papis 1               | Dave Skog 12 Steve Genenbacher 8               |
| Chevrolet | Richard Childress Racing               | 07   | Clint Bowyer              | Gil Martin                                     |
| Chevrolet | Richard Childress Racing               | 29   | Kevin Harvick             | Todd Berrier                                   |
| Chevrolet | Richard Childress Racing               | 31   | Jeff Burton               | Scott Miller                                   |
| Chevrolet | Hendrick Motorsports                   | 5    | Casey Mears               | Alan Gustafson                                 |
| Chevrolet | Hendrick Motorsports                   | 24   | Jeff Gordon               | Steve Letarte                                  |
| Chevrolet | Hendrick Motorsports                   | 48   | Jimmie Johnson            | Chad Knaus                                     |
| Chevrolet | Hendrick Motorsports                   | 88   | Dale Earnhardt Jr.        | Tony Eury Jr.                                  |
| Chevrolet | Furniture Row Racing                   | 78   | Joe Nemechek              | Jay Guy                                        |
| Dodge     | Chip Ganassi Racing with Felix Sabates | 41   | Reed Sorenson 35          | Jimmy Elledge 8 Donnie Wingo 28                |
| Dodge     | Chip Ganassi Racing with Felix Sabates | 41   | Scott Pruett 1            | Jimmy Elledge 8 Donnie Wingo 28                |
| Dodge     | Chip Ganassi Racing with Felix Sabates | 42   | Juan Pablo Montoya        | Donnie Wingo 8 Jimmy Elledge 8 Brian Pattie 20 |
| Dodge     | Gillett Evernham Motorsports           | 9    | Kasey Kahne               | Kenny Francis                                  |
| Dodge     | Gillett Evernham Motorsports           | 10   | Patrick Carpentier (R) 29 | Mike Shiplett                                  |
| Dodge     | Gillett Evernham Motorsports           | 10   | Terry Labonte 1           | Mike Shiplett                                  |
| Dodge     | Gillett Evernham Motorsports           | 10   | Mike Wallace 1            | Mike Shiplett                                  |
| Dodge     | Gillett Evernham Motorsports           | 10   | A. J. Allmendinger 5      | Mike Shiplett                                  |
| Dodge     | Gillett Evernham Motorsports           | 19   | Elliott Sadler            | Rodney Childers 35 Kevin Kidd 1                |
| Dodge     | Penske Racing South                    | 2    | Kurt Busch                | Pat Tryson                                     |
| Dodge     | Penske Racing South                    | 12   | Ryan Newman               | Roy McCauley                                   |
| Dodge     | Penske Racing South                    | 77   | Sam Hornish Jr. (R)       | Chris Carrier 24 Travis Geisler 12             |
| Dodge     | Petty Enterprises                      | 43   | Bobby Labonte             | Jeff Meendering                                |
| Dodge     | Petty Enterprises                      | 45   | Kyle Petty 17             | Billy Wilburn 5 Stewart Cooper 31              |
| Dodge     | Petty Enterprises                      | 45   | Chad McCumbee 9           | Billy Wilburn 5 Stewart Cooper 31              |
| Dodge     | Petty Enterprises                      | 45   | Terry Labonte 9           | Billy Wilburn 5 Stewart Cooper 31              |
| Dodge     | Petty Enterprises                      | 45   | Boris Said 1              | Billy Wilburn 5 Stewart Cooper 31              |
| Dodge     | Robby Gordon Motorsports               | 7    | Robby Gordon              | Frank Kerr 10 Walter Giles 16 Kirk Almquist 10 |
| Ford      | Roush Fenway Racing                    | 6    | David Ragan               | Jimmy Fennig                                   |
| Ford      | Roush Fenway Racing                    | 16   | Greg Biffle               | Greg Erwin                                     |
| Ford      | Roush Fenway Racing                    | 17   | Matt Kenseth              | Chip Bolin                                     |
| Ford      | Roush Fenway Racing                    | 26   | Jamie McMurray            | Larry Carter                                   |
| Ford      | Roush Fenway Racing                    | 99   | Carl Edwards              | Bob Osborne                                    |
| Ford      | Wood Brothers Racing                   | 21   | Bill Elliott 23           | Gene Nead 6 Mike Smith 16 David Hyder 14       |
| Ford      | Wood Brothers Racing                   | 21   | Johnny Sauter 1           | Gene Nead 6 Mike Smith 16 David Hyder 14       |
| Ford      | Wood Brothers Racing                   | 21   | Jeff Green 1              | Gene Nead 6 Mike Smith 16 David Hyder 14       |
| Ford      | Wood Brothers Racing                   | 21   | Jon Wood 5                | Gene Nead 6 Mike Smith 16 David Hyder 14       |
| Ford      | Wood Brothers Racing                   | 21   | Marcos Ambrose 6          | Gene Nead 6 Mike Smith 16 David Hyder 14       |
| Ford      | Yates Racing                           | 28   | Travis Kvapil             | Todd Parrott                                   |
| Ford      | Yates Racing                           | 38   | David Gilliland           | Cully Barraclough                              |
| Toyota    | Bill Davis Racing                      | 22   | Dave Blaney               | Tommy Baldwin Jr.                              |
| Toyota    | Hall of Fame Racing                    | 96   | J. J. Yeley 21            | Brandon Thomas 5 Steve Boyer 31                |
| Toyota    | Hall of Fame Racing                    | 96   | P. J. Jones 1             | Brandon Thomas 5 Steve Boyer 31                |
| Toyota    | Hall of Fame Racing                    | 96   | Brad Coleman 1            | Brandon Thomas 5 Steve Boyer 31                |
| Toyota    | Hall of Fame Racing                    | 96   | Ken Schrader 11           | Brandon Thomas 5 Steve Boyer 31                |
| Toyota    | Hall of Fame Racing                    | 96   | Joey Logano 2             | Brandon Thomas 5 Steve Boyer 31                |
| Toyota    | Joe Gibbs Racing                       | 11   | Denny Hamlin              | Mike Ford                                      |
| Toyota    | Joe Gibbs Racing                       | 18   | Kyle Busch                | Steve Addington                                |
| Toyota    | Joe Gibbs Racing                       | 20   | Tony Stewart              | Greg Zipadelli                                 |
| Toyota    | Michael Waltrip Racing                 | 00 1 | David Reutimann 5         | Ryan Pemberton                                 |
| Toyota    | Michael Waltrip Racing                 | 00 1 | Michael McDowell (R) 21   | Bill Pappas 15 Peter Sospenzo 12               |
| Toyota    | Michael Waltrip Racing                 | 00 1 | Mike Skinner 3            | Bill Pappas 15 Peter Sospenzo 12               |
| Toyota    | Michael Waltrip Racing                 | 00 1 | Kenny Wallace 1           | Bill Pappas 15 Peter Sospenzo 12               |
| Toyota    | Michael Waltrip Racing                 | 00 1 | A. J. Allmendinger 1      | Bill Pappas 15 Peter Sospenzo 12               |
| Toyota    | Michael Waltrip Racing                 | 00 1 | Mike Bliss 1              | Bill Pappas 15 Peter Sospenzo 12               |
| Toyota    | Michael Waltrip Racing                 | 00 1 | Marcos Ambrose 4          | Frank Kerr                                     |
| Toyota    | Michael Waltrip Racing                 | 44   | Dale Jarrett 5            | Bill Pappas                                    |
| Toyota    | Michael Waltrip Racing                 | 44   | David Reutimann 31        | Ryan Pemberton                                 |
| Toyota    | Michael Waltrip Racing                 | 55   | Michael Waltrip           | Paul Andrews 6 Bobby Kennedy 30                |
| Toyota    | Team Red Bull                          | 83   | Brian Vickers 35          | Kevin Hamlin 33 Randy Cox 2                    |
| Toyota    | Team Red Bull                          | 83   | Scott Speed 1             | Jimmy Elledge                                  |
| Toyota    | Team Red Bull                          | 84   | A. J. Allmendinger 24     | Ricky Viers 19 Jimmy Elledge 16                |
| Toyota    | Team Red Bull                          | 84   | Mike Skinner 7            | Ricky Viers 19 Jimmy Elledge 16                |
| Toyota    | Team Red Bull                          | 84   | Scott Speed 4             | Ricky Viers 19 Jimmy Elledge 16                |
| Toyota    | Team Red Bull                          | 84   | Brian Vickers 1           | Randy Cox                                      |

### Programma limitato
| Costruttore    | Team                                   | No. | Pilota                 | Capo squadra            | Gare |
| -------------- | -------------------------------------- | --- | ---------------------- | ----------------------- | ---- |
| Chevrolet      | Front Row Motorsports                  | 37  | Eric McClure           | Cal Boprey              | 1    |
| Chevrolet      | SKI Motorsports                        | 50  | Stanton Barrett        | Ricky Pearson           | 4    |
| Chevrolet      | Richard Childress Racing               | 33  | Scott Wimmer           | Shane Wilson            | 1    |
| Chevrolet      | Richard Childress Racing               | 33  | Ken Schrader           | Shane Wilson            | 1    |
| Chevrolet      | Richard Childress Racing               | 33  | Mike Wallace           | Shane Wilson            | 1    |
| Chevrolet      | Phoenix Racing                         | 09  | Sterling Marlin        | Marc Reno               | 12   |
| Chevrolet      | Hendrick Motorsports                   | 25  | Brad Keselowski        | Lance McGrew            | 3    |
| Chevrolet      | Furniture Row Racing                   | 87  | Kenny Wallace          | Ed Nathman              | 1    |
| Dodge          | Brandon Ash Racing                     | 02  | Brandon Ash            | Kenneth Wood            | 1    |
| Dodge          | Carl Long Racing                       | 46  | Carl Long              | Charles Swing           | 1    |
| Dodge          | Chip Ganassi Racing with Felix Sabates | 40  | Dario Franchitti (R)   | Steve Lane              | 13   |
| Dodge          | Chip Ganassi Racing with Felix Sabates | 40  | David Stremme          | Steve Lane              | 1    |
| Dodge          | Chip Ganassi Racing with Felix Sabates | 40  | Ken Schrader           | Steve Lane              | 1    |
| Dodge          | Chip Ganassi Racing with Felix Sabates | 40  | Sterling Marlin        | Steve Lane              | 2    |
| Dodge          | Chip Ganassi Racing with Felix Sabates | 40  | Jeremy Mayfield        | Steve Lane              | 1    |
| Dodge          | Chip Ganassi Racing with Felix Sabates | 40  | Bryan Clauson          | Steve Lane              | 3    |
| Dodge          | Derrike Cope, Inc.                     | 75  | Derrike Cope           | Dom Turse               | 2    |
| Dodge          | E&M Motorsports                        | 08  | Carl Long              | Tony Furr Charles Swing | 1    |
| Dodge          | E&M Motorsports                        | 08  | Burney Lamar           | Tony Furr Charles Swing | 3    |
| Dodge          | E&M Motorsports                        | 08  | Tony Raines            | Tony Furr Charles Swing | 2    |
| Dodge          | E&M Motorsports                        | 08  | Johnny Sauter          | Tony Furr Charles Swing | 8    |
| Ford           | No Fear Racing                         | 60  | Boris Said             | Frank Stoddard          | 4    |
| Ford           | JTG Racing                             | 47  | Marcos Ambrose         | Frank Kerr              | 2    |
| Toyota         | Team Red Bull                          | 82  | Scott Speed            | Slugger Labbe           | 1    |
| Toyota         | Joe Gibbs Racing                       | 02  | Joey Logano            | Wally Brown             | 3    |
| Toyota         | Germain Racing                         | 13  | Max Papis              | Randy Goss              | 2    |
| Toyota         | Bill Davis Racing                      | 27  | Jacques Villeneuve (R) | Slugger Labbe           | 1    |
| Toyota         | Bill Davis Racing                      | 27  | Mike Skinner           | Slugger Labbe           | 2    |
| Toyota         | Bill Davis Racing                      | 27  | Johnny Benson          | Slugger Labbe           | 1    |
| Dodge Toyota   | BAM Racing                             | 49  | Ken Schrader           | David Hyder             | 6    |
| Chevrolet Ford | Front Row Motorsports                  | 34  | John Andretti          | Scott Eggleston         | 10   |
| Chevrolet Ford | Front Row Motorsports                  | 34  | Jeff Green             | Scott Eggleston         | 3    |
| Chevrolet Ford | Front Row Motorsports                  | 34  | Tony Raines            | Scott Eggleston         | 7    |
| Chevrolet Ford | Front Row Motorsports                  | 34  | Chad Chaffin           | Scott Eggleston         | 2    |
| Chevrolet Ford | Front Row Motorsports                  | 34  | Brian Simo             | Scott Eggleston         | 2    |

## Calendario
|                            | Budweiser Shootout                                      | Daytona International Speedway, Daytona Beach | 9 febbraio     |
|                            | Gatorade Duels                                          | Daytona International Speedway, Daytona Beach | 14 febbraio    |
| 1                          | Daytona 500                                             | Daytona International Speedway, Daytona Beach | 17 febbraio    |
| 2                          | Auto Club 500                                           | Auto Club Speedway, Fontana                   | 24/25 febbraio |
| 3                          | UAW-Dodge 400                                           | Las Vegas Motor Speedway, Las Vegas, Nevada   | 2 marzo        |
| 4                          | Kobalt Tools 500                                        | Atlanta Motor Speedway, Hampton               | 9 marzo        |
| 5                          | Food City 500                                           | Bristol Motor Speedway, Bristol               | 16 marzo       |
| 6                          | Goody's Cool Orange 500                                 | Martinsville Speedway, Ridgeway               | 30 marzo       |
| 7                          | Samsung 500                                             | Texas Motor Speedway, Fort Worth              | 6 aprile       |
| 8                          | Subway Fresh Fit 500                                    | Phoenix Raceway, Phoenix                      | 12 aprile      |
| 9                          | Aaron's 499                                             | Talladega Superspeedway, Talladega            | 27 aprile      |
| 10                         | Crown Royal presents the Dan Lowry 400                  | Richmond International Raceway, Richmond      | 3 maggio       |
| 11                         | Dodge Challenger 500                                    | Darlington Raceway, Darlington                | 10 maggio      |
|                            | Sprint Showdown                                         | Lowe's Motor Speedway, Concord                | 17 maggio      |
|                            | Sprint All-Star Challenge                               | Lowe's Motor Speedway, Concord                | 17 maggio      |
| 12                         | Coca-Cola 600                                           | Lowe's Motor Speedway, Concord                | 25 maggio      |
| 13                         | Best Buy 400 benefiting Student Clubs for Autism Speaks | Dover International Speedway, Dover           | 1º giugno      |
| 14                         | Pocono 500                                              | Pocono Raceway, Long Pond                     | 8 giugno       |
| 15                         | LifeLock 400                                            | Michigan International Speedway, Brooklyn     | 15 giugno      |
| 16                         | Toyota/Save Mart 350                                    | Infineon Raceway, Sonoma                      | 22 giugno      |
| 17                         | Lenox Industrial Tools 301                              | New Hampshire Motor Speedway, Loudon          | 29 giugno      |
| 18                         | Coke Zero 400 powered by Coca-Cola                      | Daytona International Speedway, Daytona Beach | 5 luglio       |
| 19                         | LifeLock.com 400                                        | Chicagoland Speedway, Joliet                  | 12 luglio      |
| 20                         | Allstate 400 at the Brickyard                           | Indianapolis Motor Speedway, Speedway         | 27 luglio      |
| 21                         | Sunoco Red Cross Pennsylvania 500                       | Pocono Raceway, Long Pond                     | 3 agosto       |
| 22                         | Centurion Boats at The Glen                             | Watkins Glen International, Watkins Glen      | 10 agosto      |
| 23                         | 3M Performance 400 presented by Bondo                   | Michigan International Speedway, Brooklyn     | 17 agosto      |
| 24                         | Sharpie 500                                             | Bristol Motor Speedway, Bristol               | 23 agosto      |
| 25                         | Pepsi 500                                               | Auto Club Speedway, Fontana                   | 31 agosto      |
| 26                         | Chevy Rock & Roll 400                                   | Richmond International Raceway, Richmond      | 7 settembre    |
| Chase for the Championship |                                                         |                                               |                |
| 27                         | Sylvania 300                                            | New Hampshire Motor Speedway, Loudon          | 14 settembre   |
| 28                         | Camping World RV 400 presented by AAA                   | Dover International Speedway, Dover           | 21 settembre   |
| 29                         | Camping World RV 400 presented by Coleman               | Kansas Speedway, Kansas City                  | 28 settembre   |
| 30                         | AMP Energy 500                                          | Talladega Superspeedway, Talladega            | 5 ottobre      |
| 31                         | Bank of America 500                                     | Lowe's Motor Speedway, Concord                | 11 ottobre     |
| 32                         | Tums QuikPak 500                                        | Martinsville Speedway, Ridgeway               | 19 ottobre     |
| 33                         | Pep Boys Auto 500                                       | Atlanta Motor Speedway, Hampton               | 26 ottobre     |
| 34                         | Dickies 500                                             | Texas Motor Speedway, Fort Worth              | 2 novembre     |
| 35                         | Checker O'Reilly Auto Parts 500 presented by Pennzoil   | Phoenix Raceway, Phoenix                      | 9 novembre     |
| 36                         | Ford 400                                                | Homestead-Miami Speedway, Homestead           | 16 novembre    |